# Transferência de massa
A transferência de massa é o processo de transporte onde existe a migração de uma ou mais espécies químicas em um dado meio, podendo esse ser sólido, líquido ou gasoso. O transporte das espécies químicas pode ser feito por dois mecanismos: difusão e/ou convecção. A difusão deve-se à diferença de potenciais químicos das espécies, ou seja, à diferença de concentrações entre dois locais num dado sistema. A convecção deve-se às condições de escoamento de um sistema, por exemplo, líquido em movimento sobre uma placa.
Alguns exemplos de aplicação deste fenômeno são o endurecimento de aços, o tempo total para ocorrer uma dada reação química em um leito reativo e a operação de filtragem utilizando membranas.

## Equação diferencial da transferência de massa difusiva
A lei da conservação de mols de um componente A estabelece que:
{\displaystyle {\Bigr \{}}Taxa de mols de A que entra{\displaystyle {\Bigr \}}}-{\displaystyle {\Bigr \{}}Taxa de mols de A que sai{\displaystyle {\Bigr \}}}+{\displaystyle {\Bigr \{}}Taxa de geração molar de A{\displaystyle {\Bigr \}}}={\displaystyle {\Bigr \{}}Taxa de acúmulo de A{\displaystyle {\Bigr \}}}
Desse modo a equação segue:
{\displaystyle N_{A,x}dydz|_{x}-N_{A,x}dydz|_{x+dx}+N_{A,y}dxdz|_{y}-N_{A,y}dxdz|_{y+dy}+N_{A,z}dxdy|_{z}-N_{A,z}dxdy|_{z+dz}+R_{A}dxdydz={\frac {\partial C_{A}}{\partial t}}dxdydz}
Dividindo por {\displaystyle dxdydz} e aplicando os limites {\displaystyle \lim _{dx\to 0}}, {\displaystyle \lim _{dy\to 0}} e {\displaystyle \lim _{dz\to 0}}.
{\displaystyle -{\frac {\partial N_{A,x}}{\partial x}}-{\frac {\partial N_{A,y}}{\partial y}}-{\frac {\partial N_{A,z}}{\partial z}}+R_{A}={\frac {\partial C_{A}}{\partial t}}}

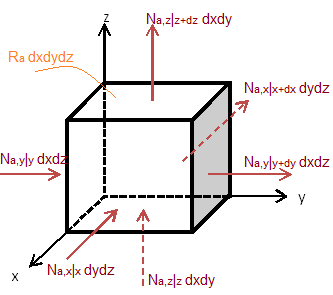
Esquema para Lei da Conservação

Logo a equação diferencial governante é:
{\displaystyle -\nabla .N_{A}+R_{A}={\frac {\partial C_{A}}{\partial t}}}
{\displaystyle \nabla .N_{A}+{\frac {\partial C_{A}}{\partial t}}-R_{A}=0}

Onde:
{\displaystyle N_{A}=} Fluxo molar de {\displaystyle A}
{\displaystyle R_{A}=} Taxa molar de geração volumétrica de {\displaystyle A}

Em unidades mássicas a equação é representada da seguinte forma:
{\displaystyle \nabla .n_{A}+{\frac {\partial \rho _{A}}{\partial t}}-r_{A}=0}
Onde: 
{\displaystyle n_{A}=} Fluxo mássico de {\displaystyle A}
{\displaystyle r_{A}=} Taxa mássica de geração volumétrica de {\displaystyle A}

### Condições de Contorno e Condição Inicial

#### Condição Inicial

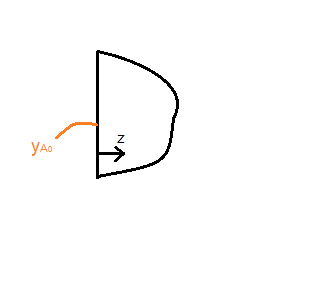
Esquema da condição de contorno de primeira ordem

A condição inicial, é normalmente, de concentração constante:
em {\displaystyle t=0}, para qualquer {\displaystyle z}, {\displaystyle {\begin{cases}\rho _{A}=\rho _{A_{i}}\\y_{A}=y_{A_{i}}\\C_{A}=C_{A_{i}}\end{cases}}}

##### Condição de Contorno de 1º Ordem (especifica a variável)
em {\displaystyle z=0}, para qualquer {\displaystyle t>0}, 
{\displaystyle \rho _{A}=\rho _{A{\dot {0}}}} ou {\displaystyle y_{A}=y_{A{\dot {0}}}}
- se o meio é gasoso,

{\displaystyle y_{A0}={\frac {P_{vapor}}{P}}={\frac {P_{vapor_{saturado}}}{P}}}

##### Condição de Contorno de 2º Ordem (especifica a derivada)

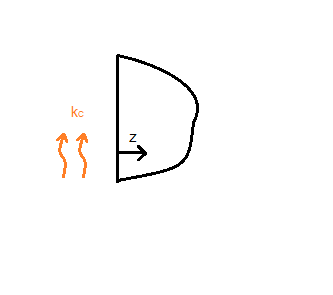
Esquema da condição de contorno de segunda ordem

em {\displaystyle z=0}, para qualquer {\displaystyle t>0}, 
{\displaystyle N_{A0}''=-{\mathcal {D}}_{AB}{\partial C_{A} \over \partial z}\vert _{z=0}}
Onde:
{\displaystyle N_{A0}''} estabelece um fluxo conhecido
{\displaystyle {D}_{AB}} é o coeficiente de difusão

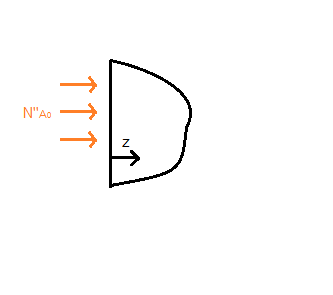
Esquema de condição de contorno de terceira ordem

- se a superfície é impermeável

em {\displaystyle z=0}, para qualquer {\displaystyle t>0} 
{\displaystyle {\partial C_{A} \over \partial z}\vert _{z=0}=0}

##### Condição de Contorno de 3º Ordem (especifica um fluxo convectivo)
- {\displaystyle -{\mathcal {D}}_{AB}{\partial \rho _{A} \over \partial z}\vert _{z=0}=k_{c}{\Bigr (}\rho _{A_{\infty }}-\rho _{A_{(}z=0)}{\Bigr )}}Onde {\displaystyle k_{c}} é o coeficiente convectivo de transferência de massa.

##### Condição de contorno reativa
A condição de contorno pode ser de dois tipos:
- reação química instantânea:

em {\displaystyle z=0},  {\displaystyle y_{A0}=0} 
- reação química lenta:

em {\displaystyle z=0},  {\displaystyle N_{A,z}\vert _{z=0}=-k_{n}{\Bigr (}C_{A(z=0)}{\Bigr )}^{n}}, 
onde {\displaystyle n} e {\displaystyle k_{n}} são respectivamente a ordem e a constante da reação.

## Fórmula
A transferência de massa de uma espécie química num meio líquido ou gasoso em coordenadas cartesianas é descrita pela equação de transporte de massa:
{\displaystyle {\frac {\partial c}{\partial t}}+v_{x}{\frac {\partial c}{\partial x}}+v_{y}{\frac {\partial c}{\partial y}}+v_{z}{\frac {\partial c}{\partial z}}={\frac {1}{Pe}}({\frac {\partial ^{2}c}{\partial x^{2}}}+{\frac {\partial ^{2}c}{\partial y^{2}}}+{\frac {\partial ^{2}c}{\partial z^{2}}})},
onde {\displaystyle c} é a concentração, {\displaystyle Pe} o número de Péclet , {\displaystyle x}, {\displaystyle y} e {\displaystyle z} as coordenadas cartesianas espaciais e {\displaystyle v_{i}} a componente da velocidade na direcção {\displaystyle i}.
Note que esta equação é dirigida pelo gradiente de concentração.

## Engenharia química
Transferência de massa encontra ampla aplicação em problemas de engenharia química. Ele é usado na engenharia de reação (o estudo dos reatores químicos), em separações, engenharia de transferência de calor, e muitas outras sub-disciplinas da engenharia química.
A força motriz para a transferência de massa é tipicamente uma diferença de potencial químico, quando ele pode ser definido, embora outras gradientes termodinâmicos pode adicionar-se ao fluxo de massa e também conduzi-lo. Uma espécie química move-se de áreas de alto potencial químico para áreas de baixo potencial químico. Deste modo, a extensão máxima teórica de uma determinada transferência de massa é tipicamente determinada pelo ponto em que o potencial químico seja uniforme. Para sistemas de fase única, isto geralmente traduz a concentração uniforme ao longo da fase, enquanto que para os sistemas multifase as espécies químicas muitas vezes preferem uma fase em relação a outas e chegam a um potencial químico uniforme apenas quando a maior parte das espécies químicas foi absorvida na fase preferida, como na extração líquido-líquido.
Enquanto o equilíbrio termodinâmico determina a extensão teórica de uma dada operação de transferência de massa, a taxa de transferência de massa efetiva dependerá de fatores adicionais, incluindo os padrões de escoamento no interior do sistema e a difusividades das espécies em cada fase.Esta taxa pode ser quantificada através do cálculo e aplicação de coeficientes de transferência de massa de um processo global. Estes coeficientes de transferência de massa são geralmente publicados em termos de números adimensionais, muitas vezes incluindo números de Péclet, números de Reynolds, números de Sherwood e números de Schmidt, entre outros.

## Analogias entre transferência de calor, massa emomentum
Existem semelhanças notáveis nas equações diferenciais aproximadas comumente usados de momentum (momento linear, calor e transferência de massa. As equações de transferência molecular da lei de Newton para momentum de fluido a baixo número de Reynolds (fluxo de Stokes), lei de Fourier para o calor e lei de Fick para massa são muito similares, dado que elas são todas aproximações lineares a transporte de grandezas conservadas em um campo de fluxo.
A números de Reynolds mais altos, a analogia entre transferência de massa, calor e momento torna-se menos útil devido a não linearidade das equações de Navier-Stokes (ou, mais fundamentalmente, a equação geral de conservação do momentum), mas a analogia entre transferência de calor e massa permanece boa. Uma grande quantidade de esforços tem sido dedicado ao desenvolvimento de analogias entre estes três processos de transporte, de modo a permitir a previsão de um de qualquer dos outros.

## Astrofísica
Em astrofísica, a transferência de massa é o processo pelo qual matéria gravitacionalmente ligado a um corpo, geralmente uma estrela, preenche o seu lóbulo de Roche e se torna gravitacionalmente ligada a um segundo corpo, geralmente um objeto compacto (anã branca, estrela de nêutrons ou buraco negro), e, eventualmente, é acrescida a ele.